# Taxón anecófito
En biogeografía, se conoce como taxón anecófito o taxón apátrido a una especie o subespecie que ha evolucionado por causa o influencia humana. Si bien es un concepto desarrollado en la botánica, también puede ser aplicable a algunos casos de animales.

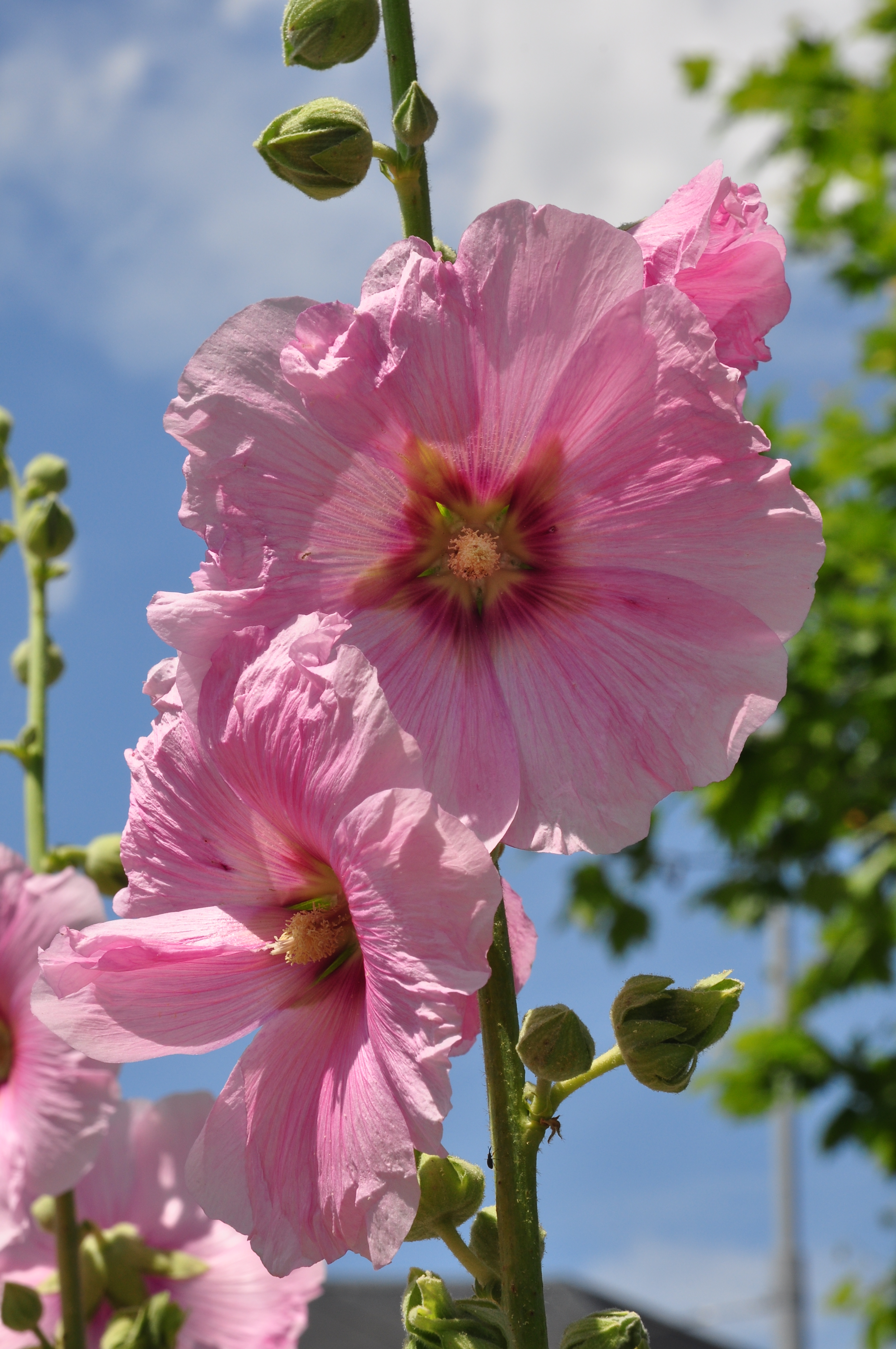
Malva real (Alcea rosea), una planta anecófita.

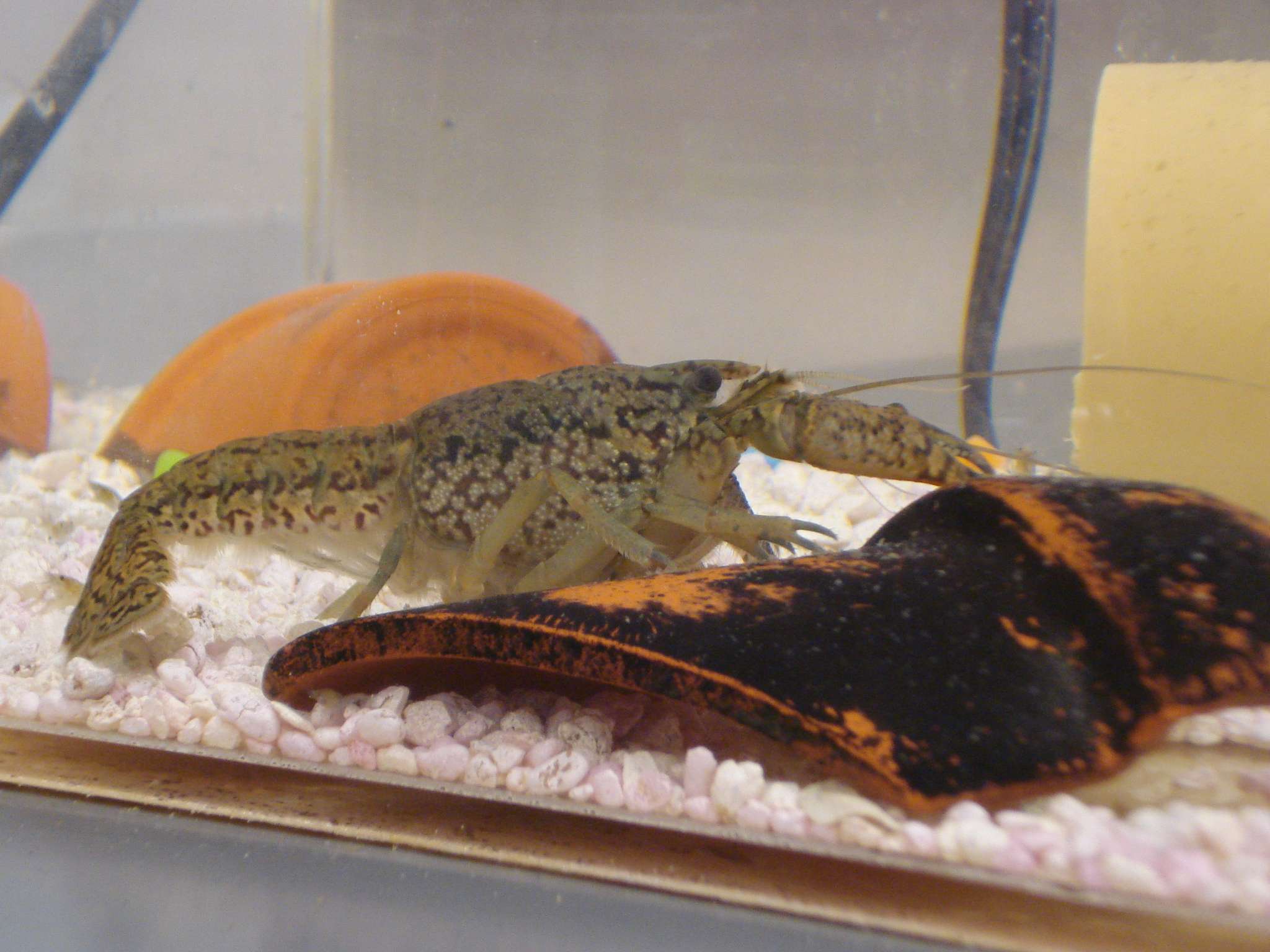
Cangrejo de río marmolado (Procambarus virginalis), un animal adscribible a este concepto.

## Etimología e historia
Etimológicamente, el término genérico anecófito se construye con palabras del idioma griego, en donde: a (an-) significa ‘sin’, οἶκος (eco) es ‘hogar’ y "phyto" (fito) es ‘planta’. El concepto fue introducido por el botánico y explorador polaco-israelí Michael Zohary.

## Generalidades
Respecto a los vegetales, los taxones anecófitos pueden ser de dos tipos:
A)	Plantas cultivadas por motivos ornamentales o utilitarios que han sido tan fuertemente modificadas por la acción humana que han pasado a ser denominados como taxones infraespecíficos separados, o incluso hasta especies distintas respecto a la de sus antepasados. En este contexto, incluye a las especies puras así como a los taxones híbridos.
B)	Taxones que evolucionaron exclusivamente en hábitats artificiales, como los campos agrícolas y las ciudades, es decir, que carecen de un ambiente natural propio.
Técnicamente los taxones anecófitos no tienen área nativa, porque su existencia es el resultado de actividades humanas, están restringidas a hábitats antropogénicos; por lo tanto, su rango geográfico completo es exótico.
Para algunos autores, el concepto debería también poder alcanzar a taxones de ambientes típicamente ruderales cuyos rangos nativos son desconocidos o altamente inciertos. Claramente no se debe aplicar a los híbridos generados como resultado de contactos producidos por la actividad humana, y que viven en hábitats naturales.

### Ejemplos
Algunos ejemplos de plantas anecófitas son: Alcea rosea, Beta vulgaris, Raphanus raphanistrum, Medicago sativa, etc. También hay plantas asociadas a la agricultura o jardinería de los géneros: Agrostemma, Allium, Apium, Daucus, Calendula, Camelina, Castanea, Lathyrus, Trigonella, Vicia, Linum, Phalaris, Prunus, Solanum, etc.

## Su extensión a animales
Si bien este fenómeno es mucho más frecuente y estudiado en plantas (y hasta su etimología apunta a ellas), existen algunos casos de animales asimilables a este concepto, siendo ejemplos el dingo (Canis lupus dingo), el cangrejo marmolado de río (Procambarus virginalis) y, por extensión, los animales domésticos e infinidad de formas ornamentales de animales de compañía. 